# Hôtel Defize
 (août 2025).
- Si vous ne connaissez pas le sujet, laissez ce bandeau (vous pouvez alors contacter les auteurs).
- Si vous supprimez le contenu mis en cause (vous pouvez préalablement contacter les auteurs),

argumentez précisément cette suppression dans la page de discussion
(un manque de référence n'est pas un argument ; une recherche réelle de référence doit avoir été effectuée, être formellement documentée).
 (août 2025).
 (août 2025).
Si vous disposez d'ouvrages ou d'articles de référence ou si vous connaissez des sites web de qualité traitant du thème abordé ici, merci de compléter l'article en donnant les références utiles à sa vérifiabilité et en les liant à la section « Notes et références ».
L'Hôtel Defize est un édifice Art nouveau situé au numéro 14 de l'avenue Palmerston à Bruxelles-ville, en Belgique.

## Historique
L'édifice a été construit par l'architecte Léon Govaerts de 1898 à 1900 : il est signé et daté au niveau de la façade de l'entresol.
En 1971, il fut annexé à l'immeuble moderne qui avait remplacé en 1960 trois maisons construites par l'architecte éclectique Edmond De Vigne aux numéros 6, 8 et 10 (respectivement en 1900, 1896 et 1895) ainsi que la maison construite au numéro 12 par l'architecte Art nouveau Victor Taelemans en 1895.
À cette occasion, la façade fut défigurée : le troisième étage fut complètement transformé, la corniche Art nouveau remplacée par une terrasse, le balcon surmontant l'oriel supprimé, la porte d'entrée transformée, les châssis remplacés par des châssis en aluminium... 
Un exemple typique de bruxellisation, à quelques mètres seulement de l'Hôtel Van Eetvelde, chef-d'œuvre de Victor Horta !!!

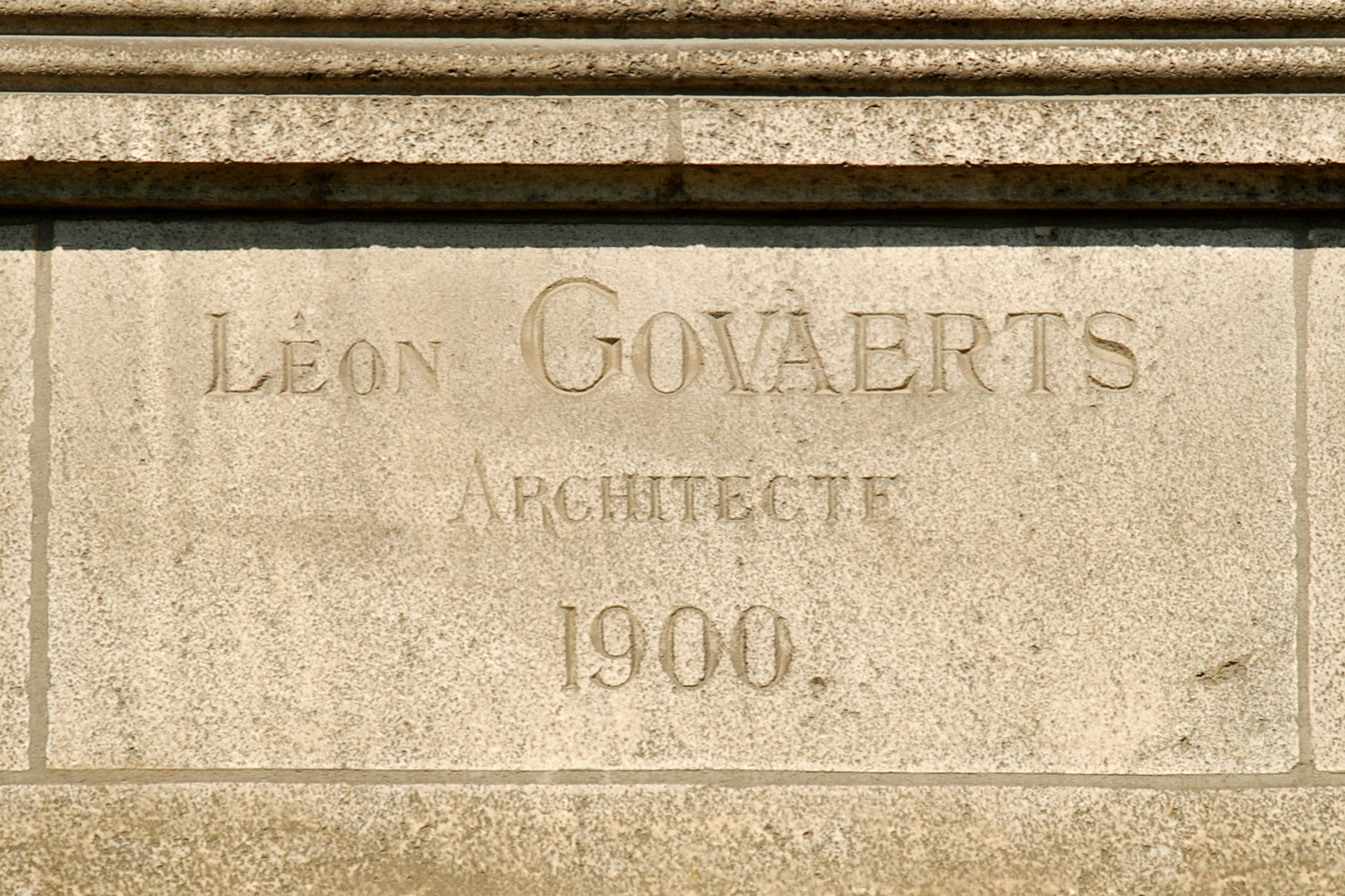
La signature de Léon Govaerts
et le millésime de la construction.

## Architecture

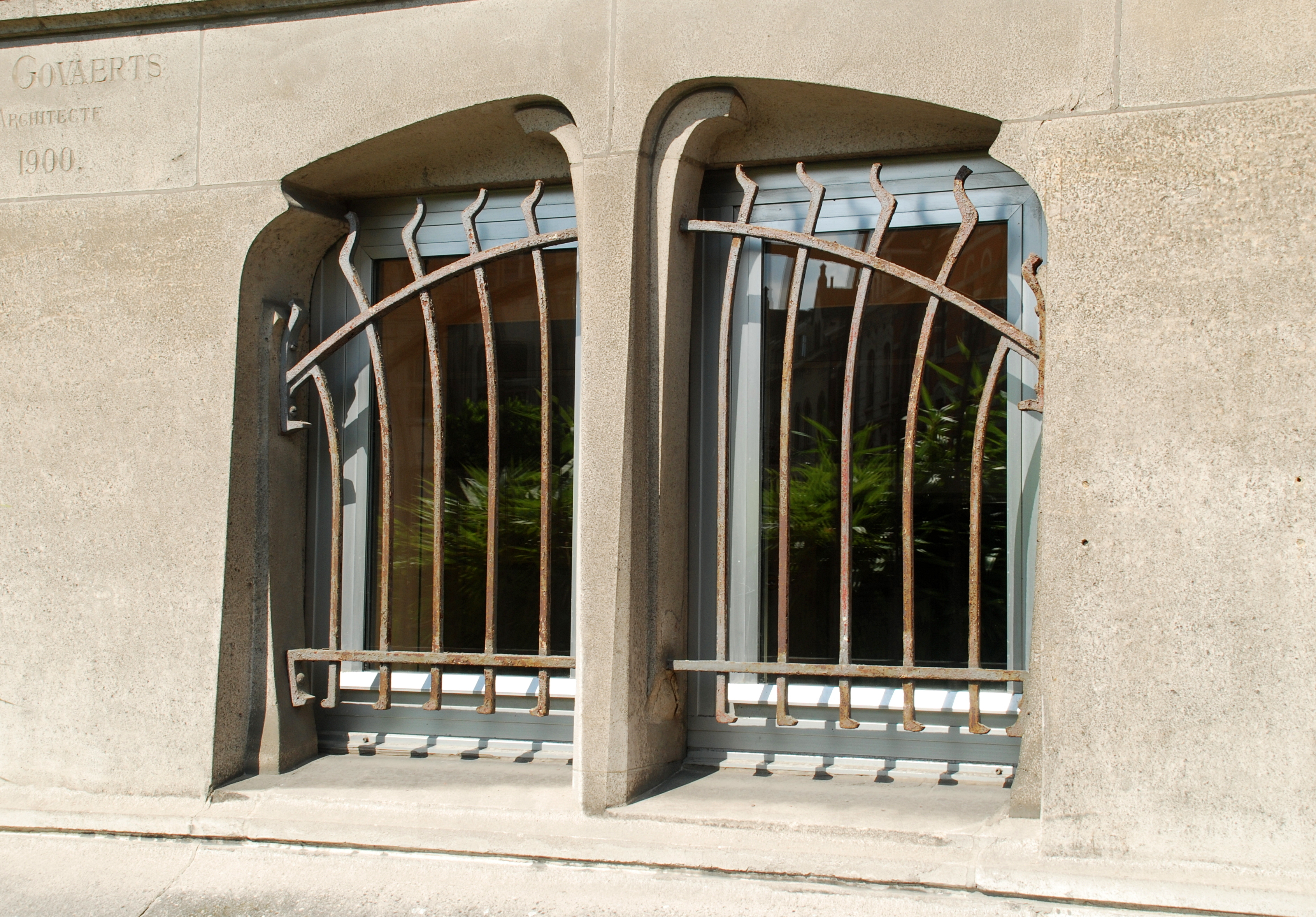
Fenêtre géminée du sous-sol.

L'Hôtel Defize est édifié en pierre de taille assemblée en grand appareil.
La façade compte quatre travées et cinq niveaux, séparés par des cordons de pierre moulurés.
Séparé du rez-de-chaussée par un élégant cordon mouluré, le sous-sol est percé de trois paires de baies géminées typiquement Art nouveau, protégées par de belles ferronneries. À droite de ces baies géminées, une porte moderne a remplacé la porte Art nouveau d'origine. Le sous-sol porte la signature de Govaerts ainsi que le millésime de la construction (1900).
Le rez-de-chaussée est rythmé par quatre grandes baies ogivales dont l'intrados affecte la forme d'un arc outrepassé. La baie ogivale de droite n'est pas d'époque et date des transformations de 1971 : la porte a été réduite en hauteur et remplacée en partie par une baie similaire aux trois autres, qui a conservé  l'arc ogival qui constituait l'imposte de la porte d'origine. On remarquera les bouches d'aération qui ornent la base des fenêtres.
L'extrados des deux arcs centraux encadre de façon élégante la console semi-conique qui supporte l'oriel pentagonal du premier étage. 
Cet oriel, amputé du balcon qui le couronnait jadis, présente des montants ornés à leur base de motifs végétaux stylisés typiques de l'Art nouveau géométrique. De part et d'autre, deux fenêtres rectangulaires arborent sous leur appui de fenêtres des bouches d'aération subtilement différentes de celles du rez-de-chaussée.
Le deuxième étage est percé de trois fenêtres rectangulaires. Les bouches d'aération de ce niveau, très différentes des autres, sont situées dans le cordon mouluré.
|  |  |